# نهر بلابر
نهر بلابر (بالإنجليزية: Blaber River)‏ هو نهر صغير يسري في جزيرة مان.